# Хартахай Олександр Павлович
Олександр Павлович Хартахай (рос. Хартахай Александр Павлович; 1861 — після 1919) — зубний лікар, громадський діяч, депутат Державної Думи I скликання від Ростова-на-Дону та Нахічевані.

## Біографія

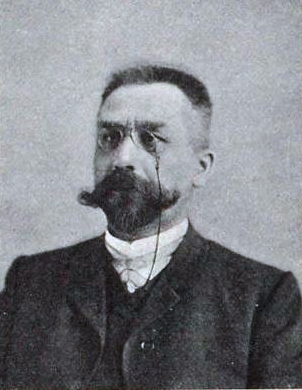
О. П. Хартахай, 1906 рік

По батькові — грек, по матері — українець. Навчався у Варшавській гімназії, потім перевівся до Маріупольської гімназії. У 1886 році закінчив медичний факультет Імператорського Харківського університету. Більше двох років служив лікарем у Маріупольському земстві. У 1889 році — земський лікар у селі Гнатівка. Гласний Маріупольського повітового земства, член ревізійної комісії. Почесний мировий суддя. Переїхав до Ростова — на-Дону, де 16 років працював дантистом.
У 1892—1893 роках заснував і редагував (спільно з М. І. Балабановим) щоденну газету «Ростовские известия» («Ростовские-на-Дону известия») — до закриття цензурою вийшло 220 номерів. Брав участь у діяльності місцевого Медичного товариства. Один із засновників місцевого відділу Конституційно-демократичної партії, змінивши на посаді його голову І. Я. Когана, директора відділення Азовсько-Донського банку.
Від з'їзду міських виборців 17 квітня 1906 року був обраний до Державної думи I скликання. Входив до Конституційно-демократичної фракції. Підписав законопроєкт «42-х» з аграрного питання та законопроєкт «Про збори». Виступав у дебатах із аграрного питання та з приводу Білостоцького погрому.
Після того як 10 липня 1906 року підписав «Виборзьку відозву» був засуджений за ст. 129, ч. 1, п. 51 та 3 Кримінального уложення, засуджений до 3 місяців в'язниці та позбавлений права бути обраним.
У 1917 році, 12-15 серпня, брав участь у роботі Державної наради в Москві.
Подальша доля невідома.

## Рекомендована література
- Государственный архив Российской Федерации. — Фонд 523. Опись 1. Дело 205.
- Российский государственный исторический архив. Фонд 1278. Опись 1 (1-й созыв). Дело 88. Лист 3; Фонд 1327. Опись 1. 1905 год. Дело 141. Лист 116 оборот-117; Дело 143. Лист 36 оборот.